# AOトリカラ
AOトリカラ（AO Trikala (ギリシア語: ΑΟ Τρίκαλα)）は、ギリシャのトリカラ県トリカラをホームタウンとするサッカークラブである。

## 歴史
1963年7月10日にトリカラの2つのサッカークラブ、青を基調としたAO Oアキレウス (Α.Ο. «Ο Αχιλλεύς») と赤を基調としたAEトリカロン (Α.Ε. Τρικάλων) が合併して創設された。1923年創設のアキレウスはトリカラの支配者層に支持され、対照的に1947年創設のトリカロンは主に大衆に支持されていた。

## 獲得タイトル
- ベータ・エスニキ：5回
  - 1963-64, 1967-68, 1970-71, 1998-99, 2019-20
- ガンマ・エスニキ：1回
  - 2014-15
- デルタ・エスニキ：2回
  - 2004-05, 2008-09